# Claude Auchinleck
Claude John Eyre Auchinleck, född 21 juni 1884 i Aldershot, Hampshire, England, död 23 mars 1981 i Marrakech, Marocko, var en brittisk fältmarskalk och befälhavare under andra världskriget.

## Uppväxt och tidig karriär
Auchinleck växte upp under fattiga förhållanden men tog sig genom hårt arbete och stipendier genom kadettskolan i Sandhurst. 1904 blev han placerad i den brittisk-indiska armén. Under första världskriget stred han i Mellanöstern och därefter var han mest stationerad i Indien.

## Andra världskriget
1939 hemkallades Auchinleck från Indien och blev armekårschef vid expeditionshären i Frankrike. Med den deltog han i reträtten till Dunkerque.

### Norge
Auchinleck blev generallöjtnant i mars 1940 och var chef för den allierade expeditionskåren som landsteg i Norge efter tyskarnas överfall i april 1940. Företaget var illa planerat och misslyckades. Norges fall påverkade dock inte Auchinlecks karriär. Han utsågs till chef för Southern Command som hade till uppgift att organisera försvaret av västra delen av Kanalkusten.
I december 1940 till högste befälhavare för den brittisk-indiska armén (C-in-C India (& Member of the Executive Council of Governor-General of India)), befordrades samtidigt till general och adlades (Knight Commander, Order of the Indian Empire (KCIE)).

### Nordafrika
I juli 1941 blev han insatt i ökenkriget då han ersatte Wavell som överbefälhavare i Mellanöstern. Uppdraget var att driva Rommels afrikakår och den italienska hären ut ur Egypten. I november 1941 satte 8:e armén igång Operation Crusader. Inledningsvis blev det en stor förlust för britterna. Auchinleck sparkade då 8:e arméns chef, Alan Cunningham, och tog själv över ledningen. Rommels trupper drevs tillbaka mot Libyen. Auchinleck utsåg Neil Ritchie till chef för 8:e armén. I maj 1942 hade Rommel samlat krafter och anföll igen. Tobruk föll och Auchinleck tog återigen direkt befäl över 8:e armén. Han vann det första slaget vid El Alamein i norra Egypten 1942. Det akuta hotet mot Egypten var därmed avvärjt. Emellertid hade Churchill tappat tålamodet med Auchinleck, som fick återvända till Indien i slutet av augusti 1942. Han blev ersatt av Alexander.

### Indien
Auchinleck var utan kommendering innan han ånyo blev högste befälhavare i Indien i juni 1943 och grundade de moderna arméerna i Indien och Pakistan. Auchinleck utnämndes till fältmarskalk 1 juni 1946 och avgick i slutet av 1947 efter en konflikt med vicekungen lord Mountbatten.